# 1867年のスポーツ
- 年度別スポーツ記事一覧

## 大相撲
- 慶応3年1月 - 陣幕久五郎、横綱免許

## 競馬

### イギリス
クラシック
- 2000ギニー - ヴォーバン
- 1000ギニー - アチーヴメント
- エプソムダービー - ハーミット
- エプソムオークス - ヒッピア
- セントレジャーステークス - アチーヴメント

その他主要レース
- アスコットゴールドカップ - レクチャラー
- グランドナショナル - Cortolvin

### アメリカ合衆国
- ベルモントステークス - ルースレス

### フランス
- パリ大賞典 - フェルヴァック
- ジョッケクルブ賞 - パトリシアン

### オーストラリア
- メルボルンカップ - ティムウィッフラー

## ゴルフ

### 世界4大大会（男子）
- 全英オープン優勝者：トム・モリス・シニア（イギリス）

## ボクシング
- イギリスで最初のボクシング・アマチュア選手権開催

## ボート
- オックスフォード・ケンブリッジ大学対抗レガッタ優勝：オックスフォード大学

## 誕生
- 3月29日 - サイ・ヤング（アメリカ、野球、+1955年）
- 10月30日 - エド・デラハンティー（アメリカ、野球、+1903年）